# Visor om Slutet
Visor om Slutet (Canciones sobre el Fin) es un álbum folk metal acústico de la banda finlandesa Finntroll que fue publicado en 2003 por Spinefarm.
Visor om Slutet salió a la venta tras una mala temporada para los miembros de la banda, incluyendo la muerte del guitarrista Teemu Raimoranta. Fue grabado en una cabaña en los bosques cerca de Helsinki, y la banda se ha referido siempre al álbum como un "experimento acústico". Aunque supuso un cambio muy grande en el sonido respecto a la mayor influencia vikinga de Jaktens Tid, el disco tuvo un relativo éxito.
Éste es el primero de los álbumes de la banda en que se utiliza un mirlitón, instrumento que pasa a estar presente a partir de entonces tras la buena recepción del mismo.

## Lista de canciones
| N.º   | Título                  | Traducción                        | Duración |  |
| 1.    | «Suohengen Sija»        | El Hogar del Espíritu del Pantano | 2:59     |  |
| 2.    | «Asfågelns Död»         | La Muerte del Pájaro Carroñero    | 3:46     |  |
| 3.    | «Försvinn Du Som Lyser» | Márchate, Tú Que Brillas          | 2:39     |  |
| 4.    | «Veripuu»               | Árbol de Sangre                   | 1:16     |  |
| 5.    | «När Allt Blir Is»      | Cuando todo se convierte en hielo | 2:36     |  |
| 6.    | «Den Sista Runans Dans» | El baile de la última runa        | 3:45     |  |
| 7.    | «Rov»                   | Presa                             | 2:05     |  |
| 8.    | «Madon Laulu»           | La Canción del Gusano             | 4:01     |  |
| 9.    | «Svart Djup»            | Negra Profundidad                 | 3:58     |  |
| 10.   | «Avgrunden Öppnas»      | El Abismo se Abre                 | 2:20     |  |
| 32:36 |                         |                                   |          |  |